# Eudonia axena
Eudonia axena là một loài bướm đêm trong họ Crambidae.